# Knippenburg (Adelsgeschlecht)

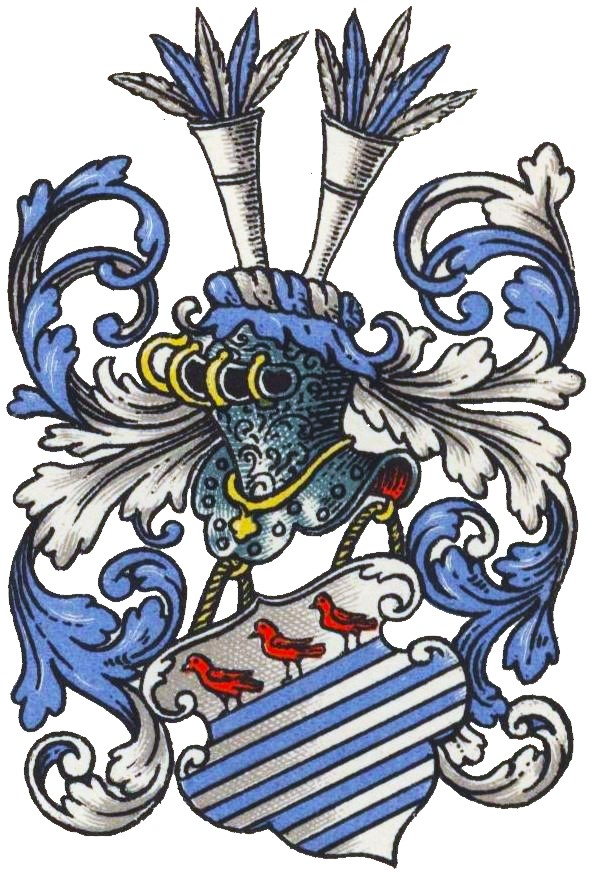
Wappen derer von Knippenburg im Wappenbuch des Westfälischen Adels

Knippenburg (auch Knippenberg, Knippenborg o. ä.) ist der Name eines westfälischen Adelsgeschlechts.

## Geschichte
Der Stammsitz des Geschlechts war Haus Knippenburg am rechten Ufer der Emscher in Bottrop, das um 1340 errichtet wurde und namensgebend für die Herren von Knippenburg war, die urkundlich ab 1348 erscheinen. Das Haus war noch 1570 im Besitz der Familie. Außerdem besaßen sie Vogelheim und im 14. Jahrhundert einen Hof zu Gerschede (heute Essen) sowie Haus Temminghoven (heute Duisburg) (1579–1710). 
Besitzer des Stammhauses Knippenburg waren unter anderem Heinrich von Knippenborg, Wessel von Knippenborg und Bruno von Knippenburg.
Dietrich von Knippenburg war zur Zeit des Kölner Kurfürsten und Erzbischofs Gebhard von Waldburg (regierte von 1577 bis 1583) mit der Wahrnehmung von dessen Rechten im Vest Recklinghausen betraut.
Johann Wilhelm von Knippenburg, ab 1642 als „der Ausholende“ Mitglied der Fruchtbringenden Gesellschaft, war ab 1643 als Hofmeister Johann Ludwigs von Nassau Teil der kaiserlichen Delegation bei den Verhandlungen zum Westfälischen Frieden.
Das Geschlecht erlosch Anfang des 18. Jahrhunderts.

## Wappen
Blasonierung: In Silber mehrere (4, 5, 6 oder 7) schmale, blaue Balken, über deren obersten drei rote Vögel laufen. Auf dem  blau-silbern bewulsteten Helm zwei nach auswärts geneigte, silberne Köcher, jeweils abwechselnd mit zwei blauen und drei silbernen Febern besteckt. Die Helmdecken sind blau-silbern.